# Pádelbol
Este artículo es acerca de un juego de una sola persona. Para un deporte llamado frecuentemente "pádelbol", véase el pádelbol (deporte).

Esquema de una paleta de pádelbol.

El pádelbol es un juego de una sola persona con una pelota unida a una paleta. Utilizando una paleta plana con una pequeña pelota de goma adjunta en el centro a través de una cuerda elástica, el jugador intenta golpear la pelota con la paleta sucesivamente tantas veces como sea posible. La paleta se hace generalmente de madera o plástico, aunque otros materiales pueden ser utilizados.
- Datos: Q2407714